# Tricentra brunneomarginata
Tricentra brunneomarginata är en fjärilsart som beskrevs av W. Warren 1906. Tricentra brunneomarginata ingår i släktet Tricentra och familjen mätare. Inga underarter finns listade i Catalogue of Life.